# Via della Conciliazione

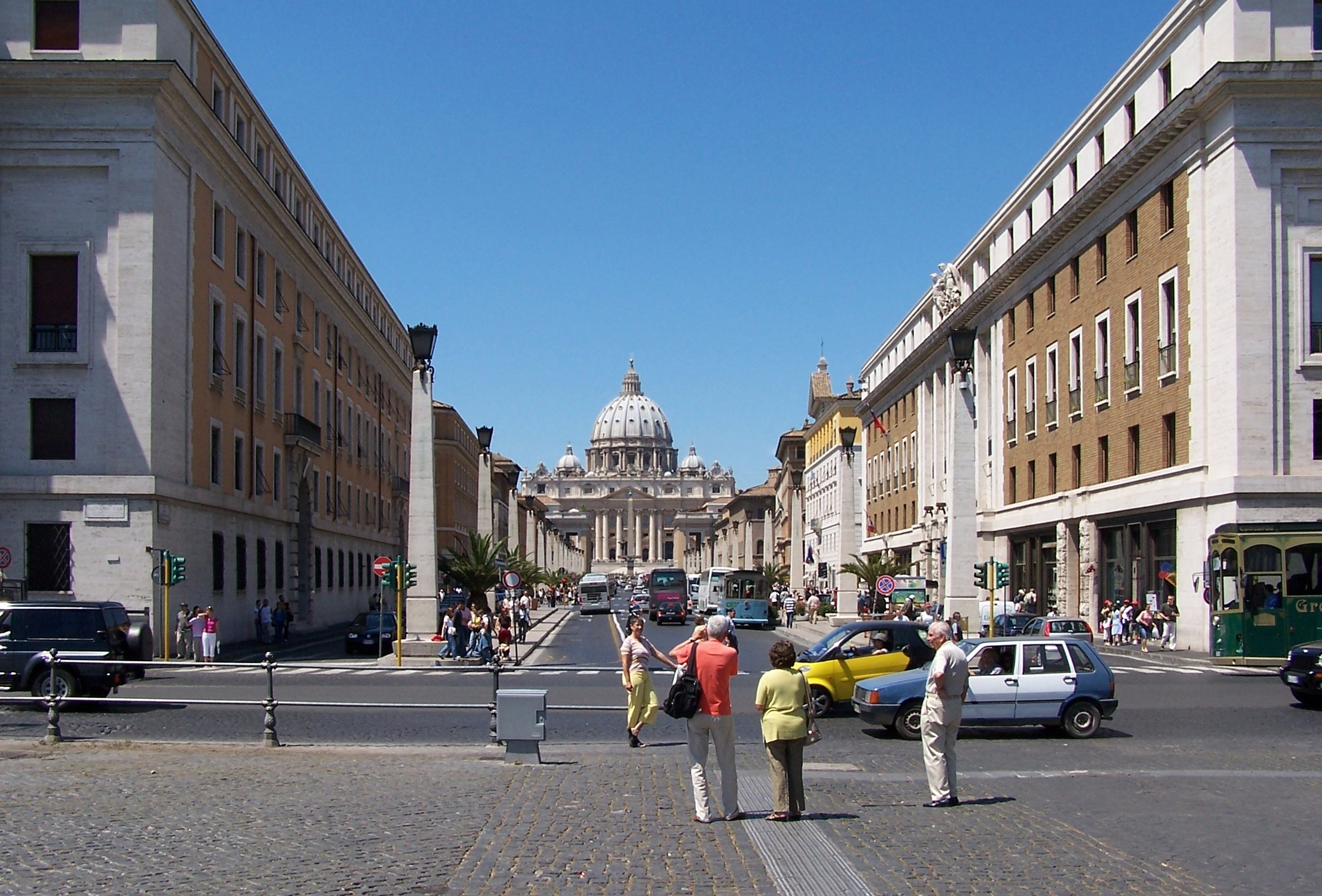
Via della Conciliazione

De Via della Conciliazione is een straat in Rome. De straat loopt van de Tiber nabij de Engelenburcht naar het Piazza Pio XII, dat aansluit op het Sint-Pietersplein. Daarmee is de Via della Conciliazione de belangrijkste toegangsweg tot Vaticaanstad.

## Geschiedenis
Nadat er in 1929 een concordaat was gesloten tussen de Italiaanse regering en het Vaticaan (in het zogenaamde Verdrag van Lateranen), waarmee een sinds 1870 bestaand isolement van de Paus werd beëindigd, nam het seculiere Italiaanse bewind van de dictator Benito Mussolini het initiatief om dit Concordaat visueel weer te geven door het aanleggen van een open verbinding tussen de stad Rome en het Vaticaan, als teken van conciliazione (verzoening). 
De plannen voor de straat waren in 1931 gereed, en hielden in dat de oude wijk tussen de Borgo Vecchio en Borgo Nuovo (twee smalle straatjes in het verlengde van het Sint-Pietersplein, richting Tiber en Engelenburcht) zou worden afgebroken om zo de toeschouwer vanuit de oude binnenstad van Rome een rechtstreekse blik op de basiliek van Sint-Pieter te geven, en andersom. De afbraak van deze Spina dei Borghi (As van de Borghi) begon in oktober 1936 en duurde bijna een jaar. Daarbij is in totaal 600.000 kubieke meter bebouwing verwijderd.
De werkzaamheden aan de straat zelf werden onderbroken door de Tweede Wereldoorlog, en pas in 1950 kon het project worden afgesloten met de aanleg van twee evenwijdige rijen van in totaal 28 obelisken, die als lichtmasten dienen.

## Afbeeldingen

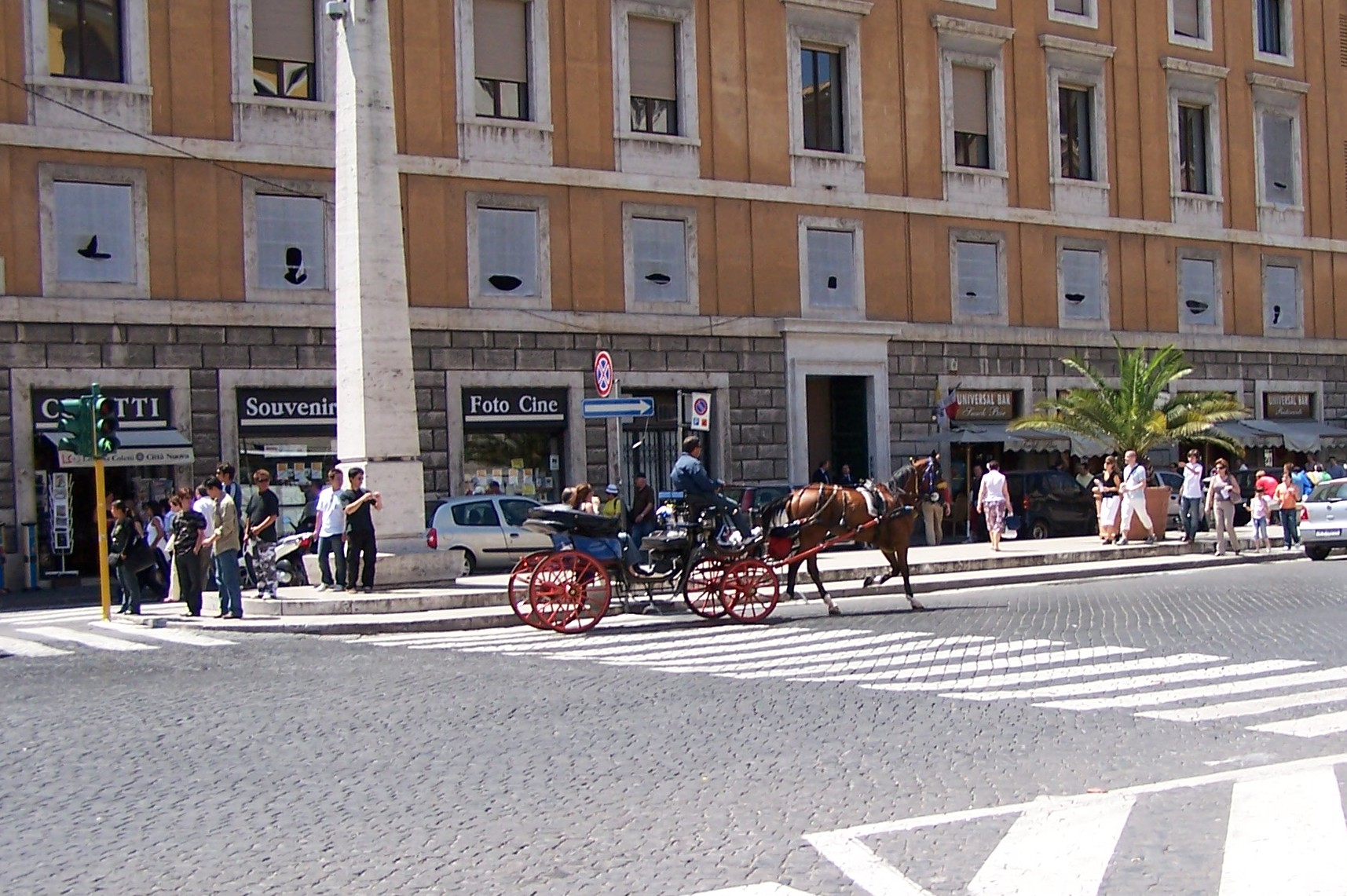
Via della Conciliazione
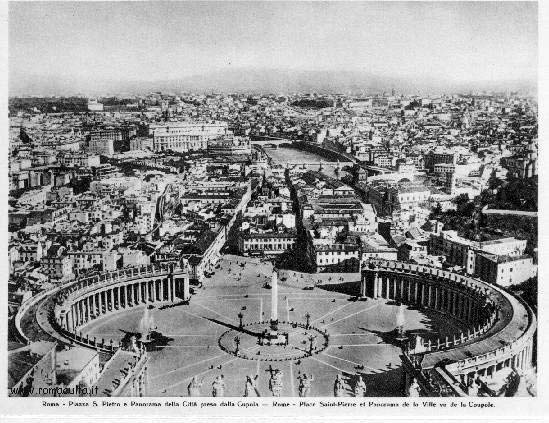
De Borgho vóór de afbraak in 1937
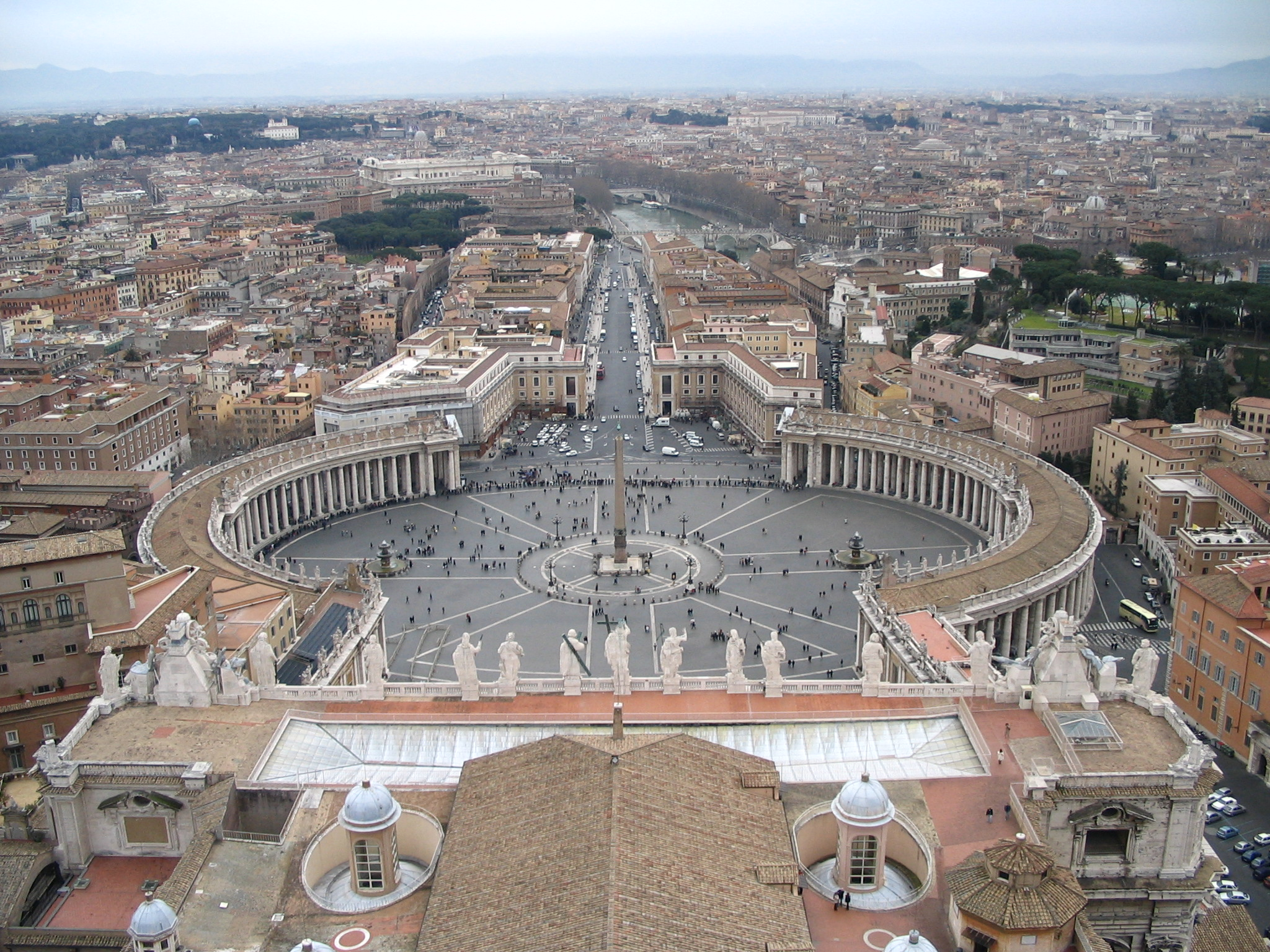
St. Pietersplein en Via della Conciliazione
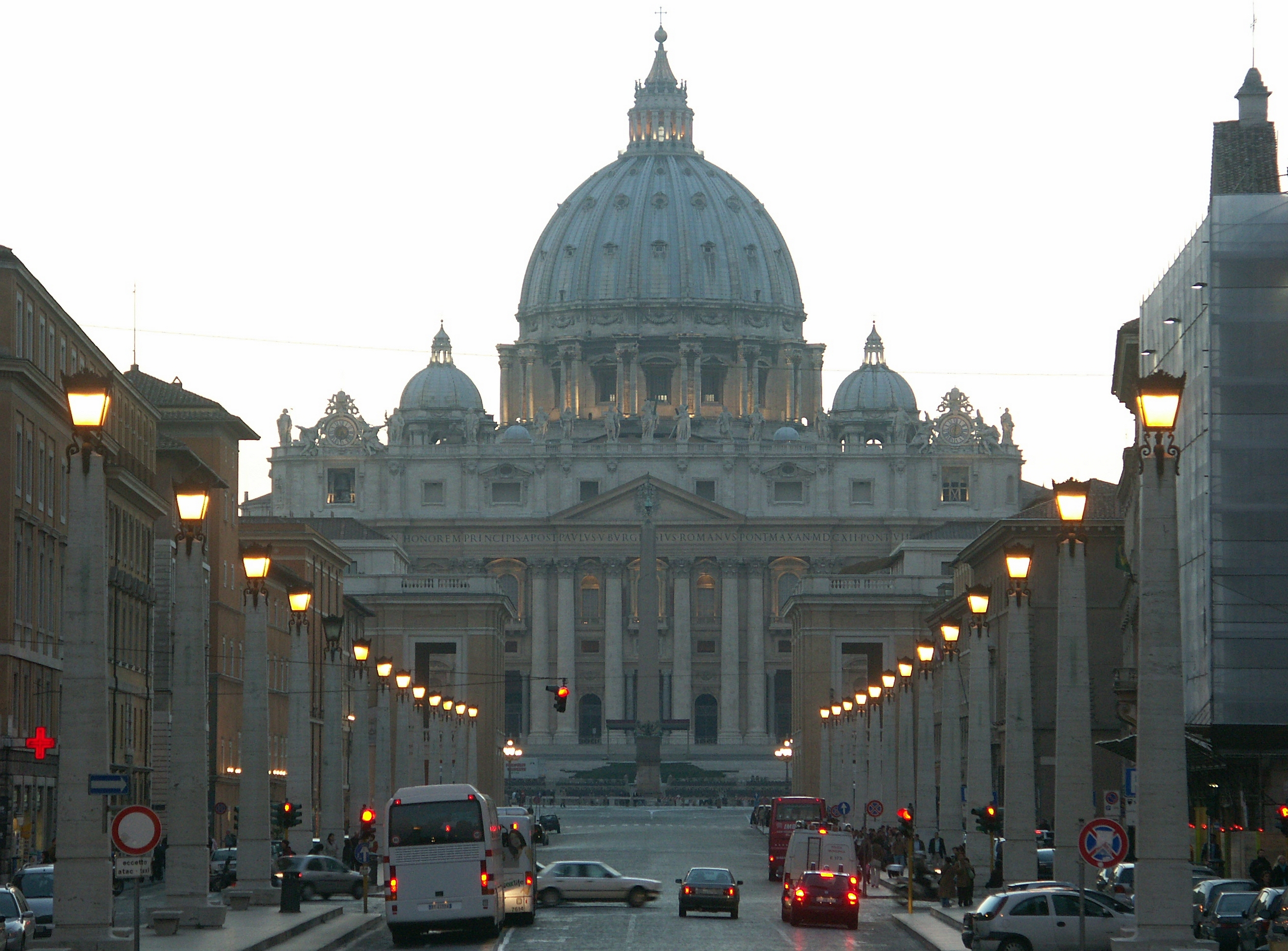
Via della Conciliazione